# Liste der Naturdenkmale in Bettingen (Eifel)
Die Liste der Naturdenkmale in Bettingen nennt die im Gemeindegebiet von Bettingen ausgewiesenen Naturdenkmale (Stand 4. April 2024).

## Ehemalige Naturdenkmale
| Nr.         | Bezeichnung        | Lage                                        | Beschreibung                                   | Bild                                    |
| ----------- | ------------------ | ------------------------------------------- | ---------------------------------------------- | --------------------------------------- |
| ND-7232-419 | Elsbeere in Bürgel | östlich des Ortes; Abteilung In Bürgel Lage | Sorbus torminalis; Rechtsverordnung aufgehoben | Direkt Bild zu diesem Denkmal hochladen |